# اسکوبلفکا
اسکوبلفکا (ترکی آذربایجانی: Skobelevka) یک منطقهٔ مسکونی در جمهوری آرتساخ است که در استان مارتونی واقع شده‌است.